# Заволжск (станция)
Заво́лжск — железнодорожная станция Ярославского отделения Северной железной дороги на линии Первушино — Заволжск — Химразъезд. Находится в Ивановской области в 4 км от центра города Заволжск. Обслуживает только грузовые поезда. Пассажирского сообщения на ветке, включающей станцию, никогда не было. Предыдущая станция на ветке — Ивашево, следующая станция — Химразъезд.
Открыта в 1973 году при строительстве для военных нужд ветки к Заволжскому химическому заводу. На 1981 год на станции осуществлялись: приём и выдача грузов повагонными отправками открытого и складского хранения, приём и выдача грузов в контейнерах массой брутто 3-5 тонн. В 1980-е — 1990-е годы южнее станции велось строительство совмещённого железнодорожно-автомобильного Кинешемского моста, который по проекту превратил бы станцию из практически тупиковой в транзитную. Однако, мост был достроен в 2003 году только в автомобильном варианте.
На станции 4 пути и 1 платформа. Вокзал станции (здание товарной конторы) построен по типовому проекту, характерному для Северной железной дороги.